# Ахалсопели (Сенакский муниципалитет)
Ахалсопели (груз. ახალსოფელი) — село в Грузии, на территории Сенакского муниципалитета края (мхаре) Самегрело-Верхняя Сванетия.

## География
Село находится в западной части Грузии, на правом берегу реки Техури, у южной окраины города Сенаки, административного центра муниципалитета. Абсолютная высота — 19 метров над уровнем моря.

## Население
По результатам официальной переписи населения 2014 года в Ахалсопели проживал 861 человек (424 мужчины и 437 женщин). В национальной структуре населения грузины составляли 99,9 %.
| Год  | Население, человек |
| ---- | ------------------ |
| 2002 | 1125               |
| 2014 | ↘ 861              |